# Cabo de Formentor
El cabo de Formentor es el entrante de tierra más septentrional de la isla de Mallorca (Islas Baleares, España).
En algunos puntos, los acantilados alcanzan los 300 metros de altura y las vistas desde el faro de Formentor y desde otros puntos de la carretera hacen de esta zona una popular visita turística.

## Historia
En 1863 se inauguró el faro de Formentor, cuya ubicación remota y accidentada en el Cabo de Formentor dificultaba su construcción. El único acceso es desde el mar o a través de un largo camino de cabras.
Cuando murió el famoso poeta mallorquín Miquel Costa i Llobera, propietario de la península del cabo de Formentor, se dividió en lotes y se vendió. En 1928 Adan Diehl, un argentino nativo y amante del arte, decidió construir el Hotel Formentor.
La carretera de 13,5 km que va desde el puerto de Pollensa hasta el Cabo de Formentor fue construida por el ingeniero mallorquín Antonio Parietti en 1925.

## Calas de la península de Formentor

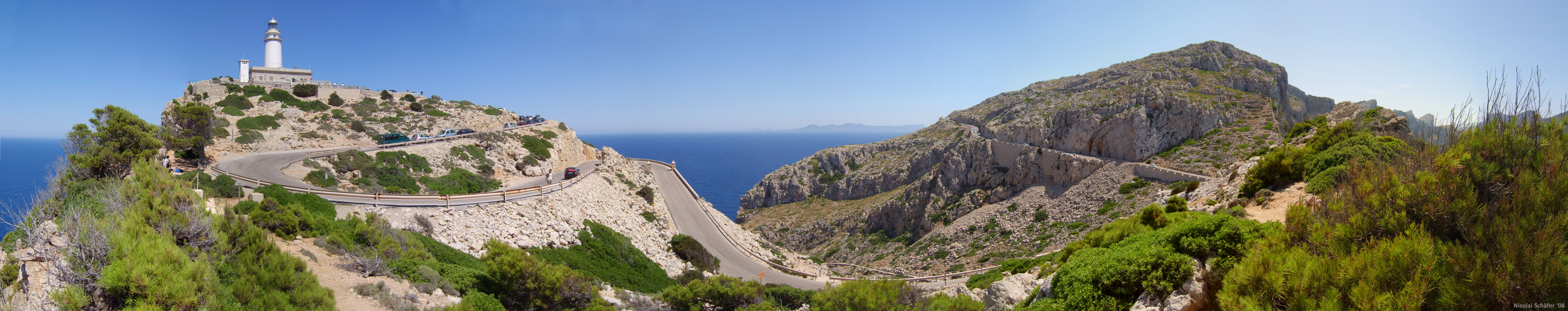
Panorama desde el Cabo de Formentor.

- Cala en Gossalba[4]
- Cala Murta[5]
- Cala Figuera (Pollensa)[6]